# フランクフルト市電M形電車
M形は、ドイツの都市であるフランクフルト・アム・マインの路面電車のフランクフルト市電にかつて在籍していた車両の1形式。フランクフルト市電初の連接車（2車体連接車）で、ボギー式付随車のm形と共に各系統で使用された。

## 概要
1950年代、利用客が増加し輸送力増強が求められたフランクフルト市電には、デュッセルドルフ車両製造（→デュワグ）で製造されたボギー車のL形が1955年から1957年にかけて導入された。一方、同時期にデュッセルドルフ車両製造は1両単位の輸送力が高い2車体連接車の製造を始めており、フランクフルト市電でも1958年にデュッセルドルフ市電から2車体連接車を借用し、試験的な営業運転を実施した。そしてこの結果が良好だった事を受け、同年にデュッセルドルフ車両製造へ向けて同型車両の発注が行われた。これが、フランクフルト市電初の連接車のM形電車である。
車体の片側にのみ運転台や乗降扉が配置されている片運転台車両で、基本的な構造はデュッセルドルフ市電に導入された車両と同型であったが一部の電気機器に差異が存在したほか、前照灯は窓下に2基設置されていた。乗降扉は各車体の右側に2箇所設置されたが、そのうち運転台側の扉については運転台の拡張および運転士の寒さからの保護を目的に後年に閉鎖された。
増備は2次に渡って行われ、1959年から1960年に30両（601 - 630）が導入されたのち、1965年に15両（631 - 645）が増備された。この増備車のうち6両（631 - 636）については郊外路線向けの設計が施されており、強化した台車が用いられた。また、1975年には脱線事故により中間車体を損傷した3車体連接車のN形のうち1両（805）が改造の上M形（600）に編入された。
その後、フランクフルト市内には市電の規格を用いた地下鉄路線であるフランクフルト地下鉄が開通したが、それに合わせてM形の一部車両（618 - 645）について、地下区間での運用に適した改造が施された。地下鉄の車両限界は市電と比べて広く、そのまま地下鉄路線を走ると車両とプラットホームの間に大きな隙間が生じてしまうため、車体下部に300 mm程の厚みを持つカバーが設置された他、乗降扉下部には折り畳み式ステップが増設された。また、これらの改造を行った車両は区別のために「Mt形」と呼ばれた。このMt形の地下鉄区間での運用は1978年まで行われ、同年以降はカバーの撤去などを実施したうえで市電運用に復帰した。
フランクフルト市電では1998年9月20日まで営業運転が実施され、2021年現在は1両（102、旧番号602）が動態保存されている。

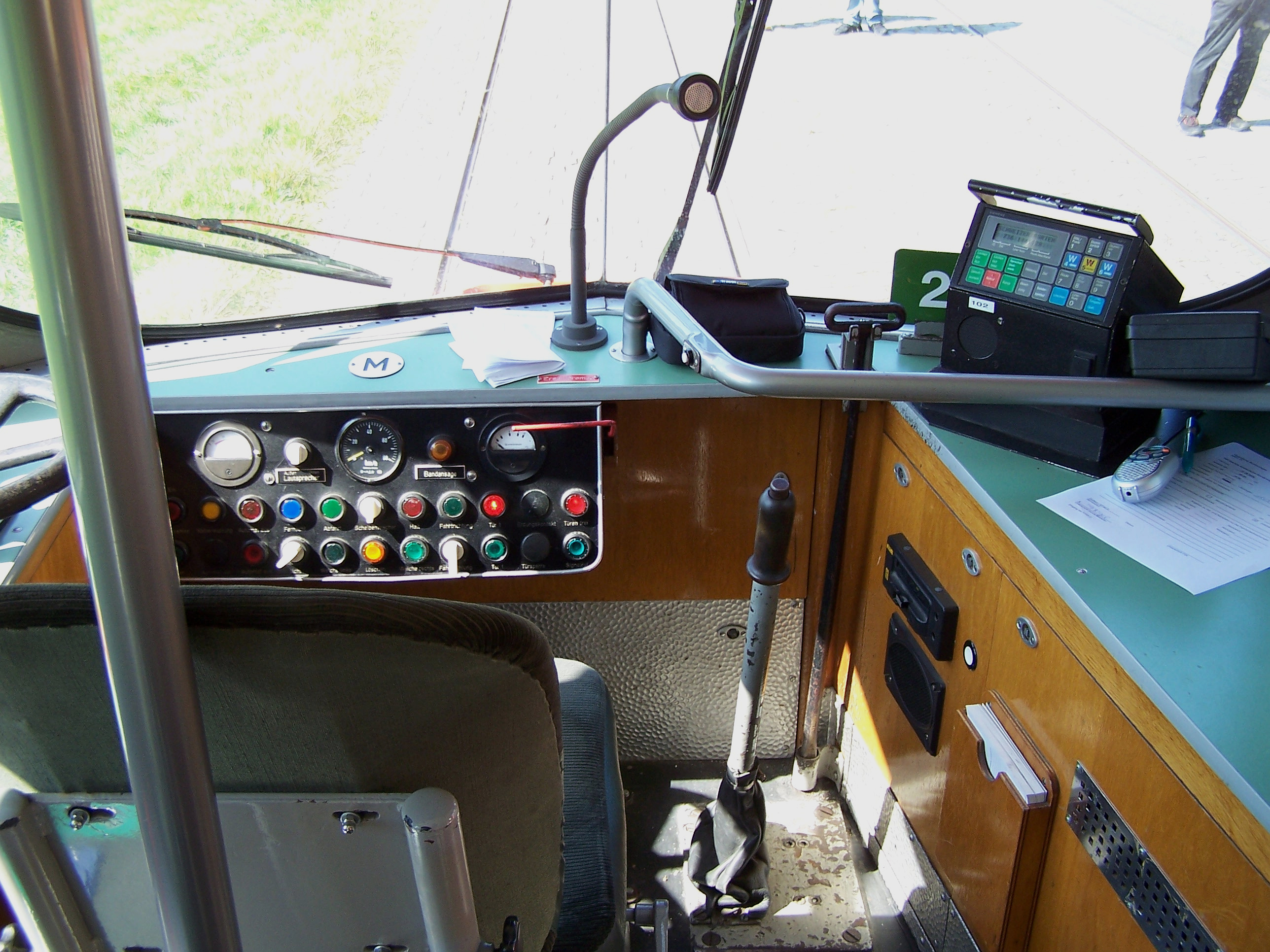
運転台
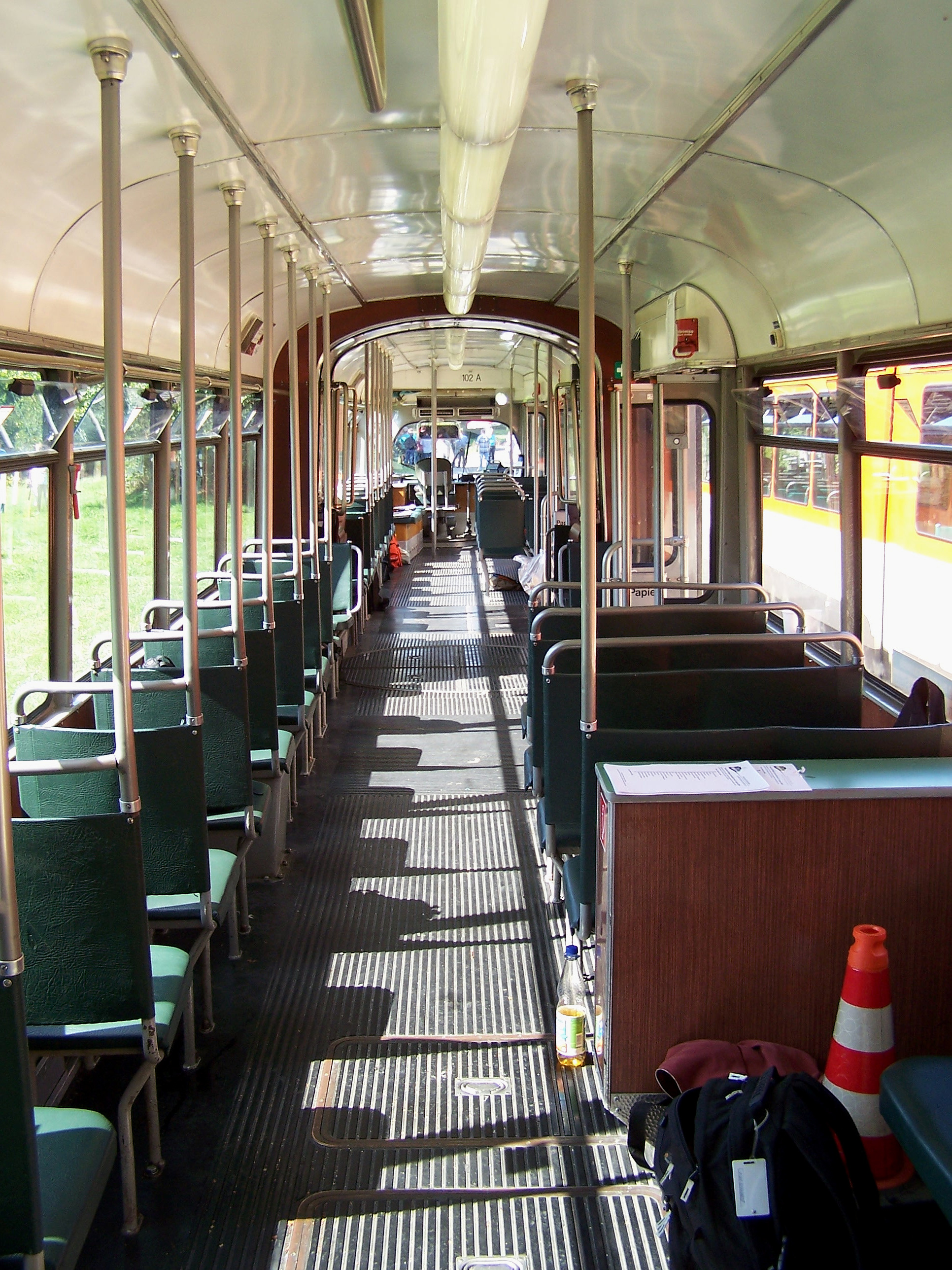
車内
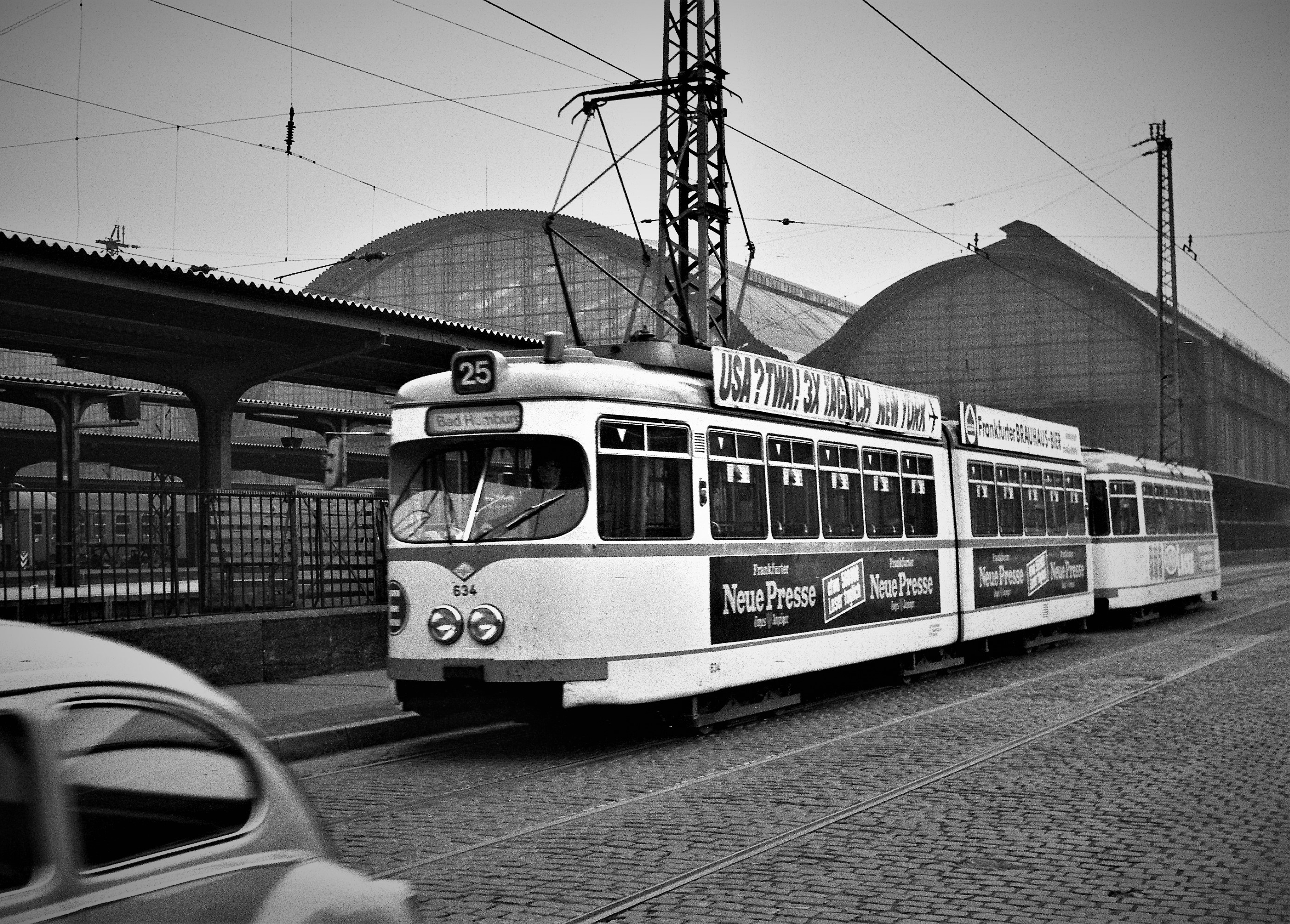
導入当初の塗装（1970年撮影）
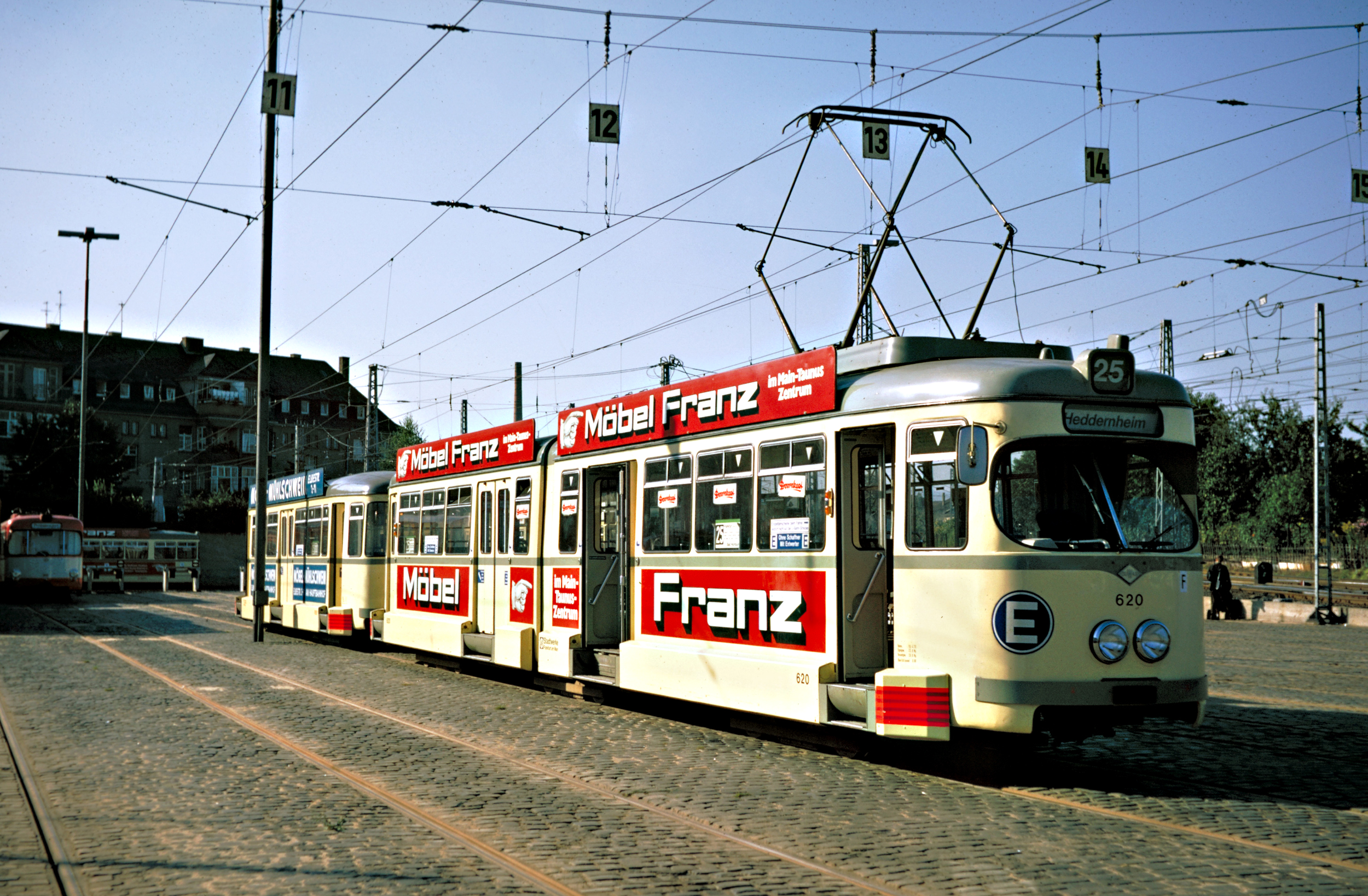
地下鉄での運用に合わせて改造されたMt形（1970年撮影）

## m形

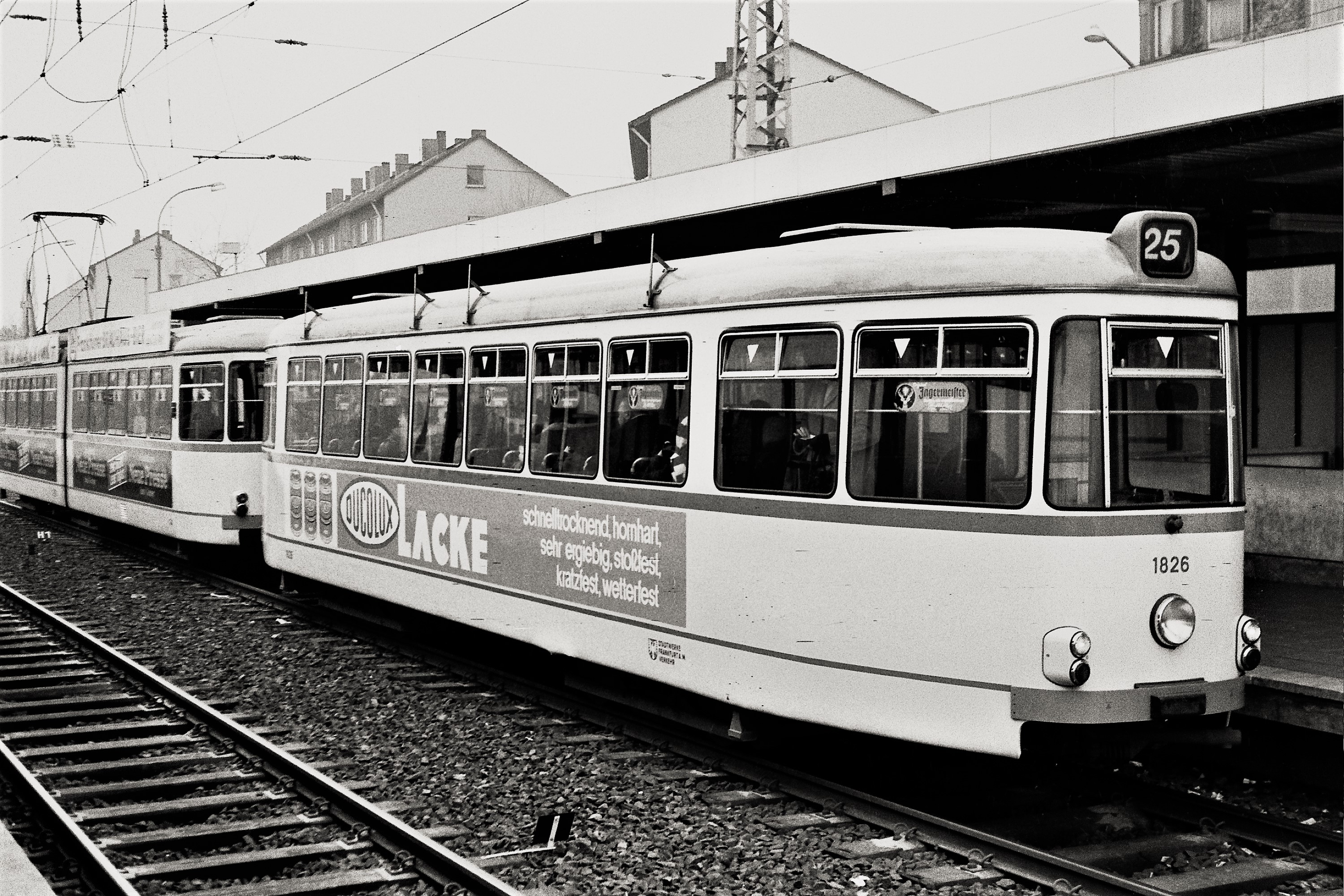
m形（1970年撮影）

M形の製造に合わせ、その後方に連結するのを目的に製造された付随車。L形の付随車であるl形と同様、車体右側3箇所に乗降扉が設置されているボギー車であったが正面の車体構造がM形に合わせて変更された他、車体長がl形よりも僅かに短くなった。1959年から1966年にかけて26両（1801 - 1826）が製造され、翌1967年には一部がMt形と同様の地下区間への対応工事を受けmt形に改造されたものの、1978年にMt形と共に市電運用に復帰した。M形に加えて3車体連接車のN形との連結運転も実施されていたが、その編成長が要因となり後者との連結運転はあまり行われず、1984年にN形の連結器が撤去されて以降はM形のみと連結していた。1998年の営業運転終了後、2021年現在は1804がフランクフルト市電で動態保存されており、前述した102との連結運転に用いられている。

## 譲渡
フランクフルト市電から引退したM形・m形のうち、一部車両は以下の都市の路面電車への譲渡が実施されたものの、2021年の時点で全車とも老朽化や路線自体の廃止に伴い営業運転から撤退している。
- ポーランド：ポズナン（ポズナン市電）
- ルーマニア：ブラショヴ（ブラショヴ市電）

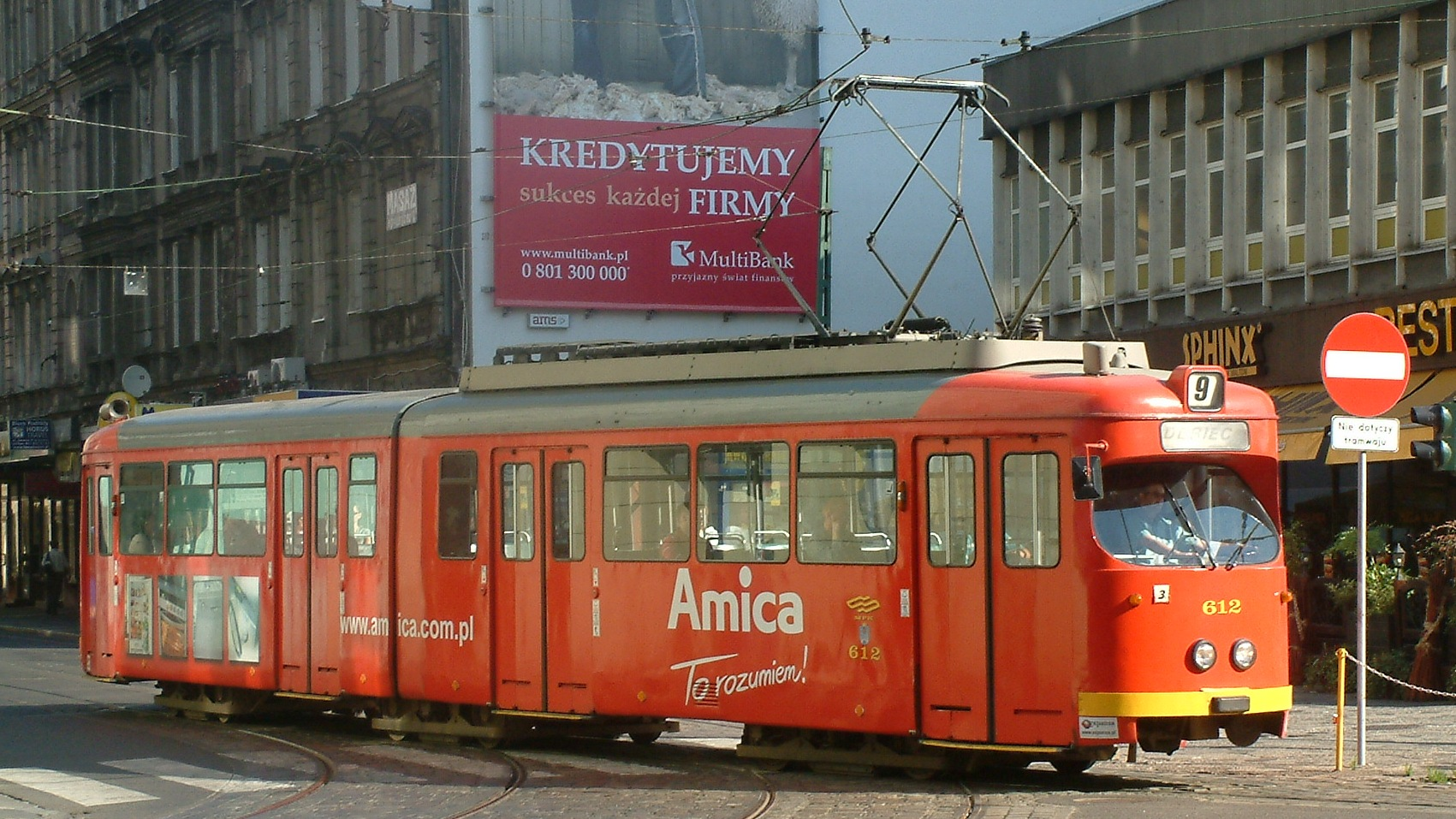
ポズナン市電に譲渡されたM形（2006年撮影）
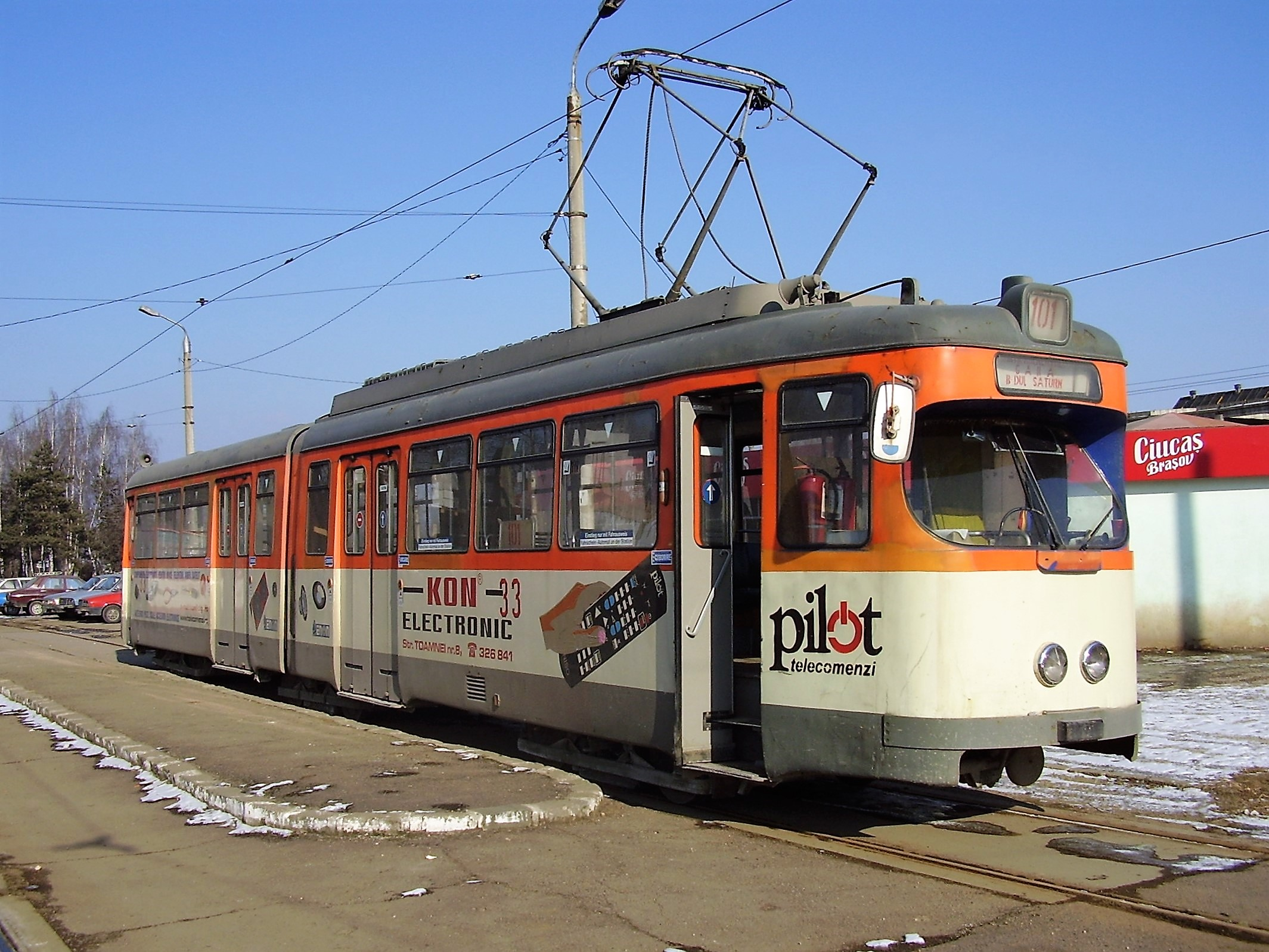
ブラショヴ市電に譲渡されたM形（2006年撮影）

## 車両一覧
| M形・m形 車両一覧 | M形・m形 車両一覧    | M形・m形 車両一覧 | M形・m形 車両一覧 | M形・m形 車両一覧 |
| 形式              | 車種                 | 製造・改造年      | 車両番号          | 備考・参考        |
| ----------------- | -------------------- | ----------------- | ----------------- | ----------------- |
| M形               | 電動車 (2車体連接車) | 1959 - 60         | 601 - 630         |                   |
| M形               | 電動車 (2車体連接車) | 1963              | 631 - 645         |                   |
| M形               | 電動車 (2車体連接車) | 1975              | 600               | N形からの改造車   |
| m形               | 付随車 (ボギー車)    | 1959              | 1801 - 1806       |                   |
| m形               | 付随車 (ボギー車)    | 1960              | 1807 - 1814       |                   |
| m形               | 付随車 (ボギー車)    | 1964              | 1815 - 1820       |                   |
| m形               | 付随車 (ボギー車)    | 1966              | 1821 - 1826       |                   |

## 参考資料
- Ulrich Rockelmann (2018-10). “Die Rhein-Main-Connection”. Strassenbahn Magazin (GeraMond Verlag GmbH):  56-65.